# David Ricken

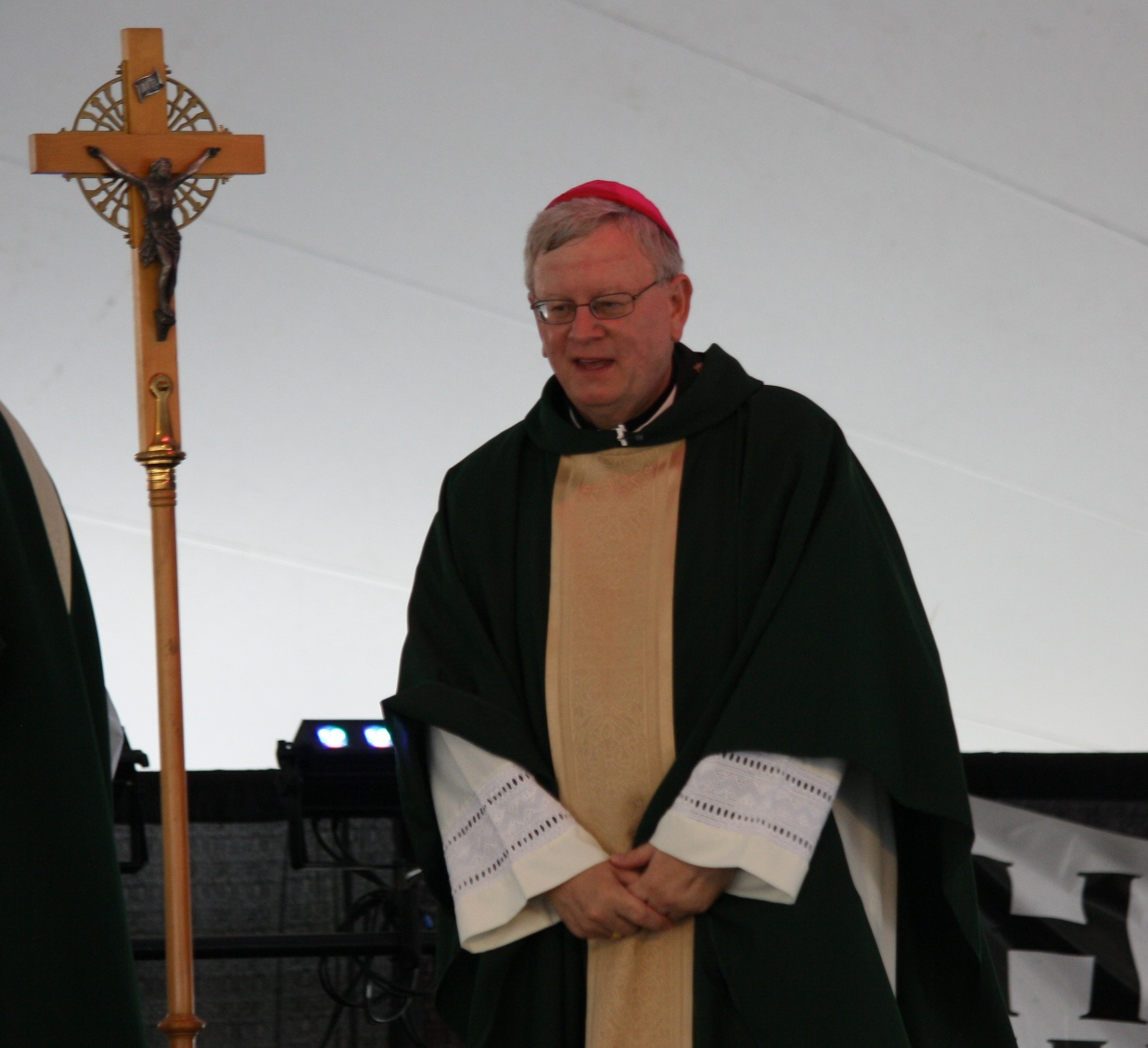
Bischof Ricken als Prediger bei einem Musikfestival in Oshkosh im Sommer 2012

Bischofswappen

David Laurin Ricken (* 9. November 1952 in Dodge City, Kansas) ist ein US-amerikanischer Geistlicher und römisch-katholischer Bischof von Green Bay. 

## Leben
Ricken wuchs in Kansas auf und besuchte die Schule in Dodge City und der Kleinstadt Victoria, bevor er in das Priesterseminar eintrat. Er studierte an verschiedenen amerikanischen Hochschulen Katholische Theologie und ging schließlich an die Katholische Universität Löwen und das dortige Amerikanische Seminar. Am 12. September 1980 wurde er von Bischof Arthur Tafoya zum Priester der Diözese Pueblo geweiht. Nach verschiedenen seelsorglichen Tätigkeiten ging Ricken 1987 zu weiteren Studien nach Rom. 1989 erwarb er an der Gregoriana ein Lizenziat in Kirchenrecht.
Nach seiner Rückkehr in die USA war er als Verantwortlicher für die geistlichen Berufungen und Kanzler seines Bistums tätig. Von 1996 bis 1999 war Ricken erneut in Rom, wo er Mitarbeiter der Kleruskongregation war.
Papst Johannes Paul II. ernannte Ricken am 14. Dezember 1999 zum Koadjutorbischof von Cheyenne und spendete ihm am 6. Januar 2000 im Petersdom die Bischofsweihe. Mitkonsekratoren waren der spätere Kardinal Giovanni Battista Re und Erzbischof Marcello Zago, Sekretär der Kongregation für die Evangelisierung der Völker.
Mit dem Rücktritt seines Vorgängers Joseph Hubert Hart trat Ricken am 26. September 2001 dessen Nachfolge als Bischof von Cheyenne an. Am 9. Juli 2008 ernannte Papst Benedikt XVI. ihn zum Bischof von Green Bay.
David Ricken ist Großoffizier des Ritterordens vom Heiligen Grab zu Jerusalem und Mitglied der US-amerikanischen Statthalterei Western Lieutenancy.